# Sool (Glarus Süd)
Sool – miejscowość w gminie Glarus Süd w Szwajcarii, w kantonie Glarus. Liczba mieszkańców według danych z 31 grudnia 2020 wynosiła 246 osób. Do 31 grudnia 2010 samodzielna gmina.